# Emetofobia
A emetofobia é uma fobia que causa ansiedade intensa ao vômito, o medo de vômito ou de vomitar. Essa fobia específica também pode incluir subcategorias do que causa a ansiedade, incluindo o medo de vomitar em público, o medo de ver vômito, o medo de assistir à ação de vomitar ou o medo de sentir náuseas.
A emetofobia é clinicamente considerada uma "situação difícil", porque as pesquisas que foram feitas em relação a essa fobia são limitadas. O medo de vomitar recebe pouca atenção em comparação com outros medos irracionais.